# Filipine la Jocurile Olimpice de vară din 2016
Filipinele au participat la Jocurile Olimpice de vară din 2016 de la Rio de Janeiro în perioada 5 – 21 august 2016, cu o delegație de 13 sportivi, care a concurat în opt sporturi. Cu o medalie de argint, Filipinele s-au aflat pe locul 69 în clasamentul final.

## Participanți
Delegația filipineză a cuprins 13 sportivi: șapte bărbați și cinci femei. Cel mai tânăr atlet din delegația a fost fondistul Olivier Irabaruta (19 de ani), cel mai vechi a fost maratonista Diane Nukuri (31 de ani).
| Sport         | Masculin | Feminin | Total |
| ------------- | -------- | ------- | ----- |
| Atletism      | 1        | 2       | 3     |
| Box           | 2        | 0       | 2     |
| Golf          | 1        | 0       | 1     |
| Haltere       | 1        | 1       | 2     |
| Judo          | 1        | 0       | 1     |
| Natație       | 1        | 1       | 2     |
| Tenis de masă | 0        | 1       | 1     |
| Taekwondo     | 0        | 1       | 1     |
| Total         | 7        | 6       | 13    |

## Medaliați
| Medalie | Nume               | Sport    | Probă         | Dată      |
| ------- | ------------------ | -------- | ------------- | --------- |
| Argint  | Francine Niyonsaba | Atletism | 800 m feminin | 20 august |